# Aleurocerus
Aleurocerus is een geslacht van halfvleugeligen (Hemiptera) uit de familie witte vliegen (Aleyrodidae), onderfamilie Aleyrodinae.
De wetenschappelijke naam van dit geslacht is voor het eerst geldig gepubliceerd door Bondar in 1923. De typesoort is Aleurocerus luxuriosus.

## Soorten
Aleurocerus omvat de volgende soorten:
- Aleurocerus ceriferus (Sampson & Drews, 1941)
- Aleurocerus chiclensis Russell, 1986
- Aleurocerus coccolobae Russell, 1986
- Aleurocerus colombiae Russell, 1986
- Aleurocerus flavomarginatus Bondar, 1923
- Aleurocerus luxuriosus Bondar, 1923
- Aleurocerus musae Russell, 1986
- Aleurocerus palmae Russell, 1986
- Aleurocerus petiolicola Russell, 1986
- Aleurocerus tumidosus Bondar, 1923